# Guadalupe, San Miguel de Allende
Guadalupe är en ort i Mexiko.   Den ligger i kommunen San Miguel de Allende och delstaten Guanajuato, i den centrala delen av landet, 230 km nordväst om huvudstaden Mexico City. Guadalupe ligger 2 040 meter över havet och antalet invånare är 110.
Terrängen runt Guadalupe är platt åt nordväst, men åt sydost är den kuperad. Runt Guadalupe är det ganska tätbefolkat, med 124 invånare per kvadratkilometer. Närmaste större samhälle är San José Iturbide, 18,8 km sydost om Guadalupe. Trakten runt Guadalupe består till största delen av jordbruksmark.